# Чорна котяча акула Федорова
Чорна котяча акула Федорова (Apristurus fedorovi) — акула з роду Чорна котяча акула родини Котячі акули.

## Опис
Загальна довжина досягає 68,3 см. Очі невеликі, овальні. Ніс короткий та широкий. Безперервний надочний канал. Борозни на верхній та нижній губі майже однакового розміру. Рот невеликий, зігнутий. Зуби дрібні, в кутах щелеп — гребнеподібні. У неї 5 пар коротких зябрових щілин. Тулуб подовжений, щільний. Кількість витків спірального клапана шлунку становить 7-12. Грудні плавці помірного розміру, з округлими кінчиками. Має 2 невеличкі спинні плавці однакового розміру, що розташовані ближче до хвостового плавця. Анальний плавець широкий, тягнеться від черевних плавців до хвостового. Хвостовий плавець подовжений, верхня лопать витягнута.
Забарвлення однотонне — сіро-буре.

## Спосіб життя
Тримається на глибинах від 1000 до 1200 м, острівних схилів. Це малоактивна та малорухлива акула. Полює біля дна. Живиться дрібними кальмарами, ракоподібними, переважно креветками, а також дрібними костистими рибами.
Статева зрілість настає при розмірах 45-55 см. Це яйцекладна акула. Самиця відкладає 1 яйце завдовжки 6,9 см та завширшки 2,9 см, яке вкрито товстою оболонкою темного або коричневого кольору. В кутах присутні короткі спіралеподібні вусики, що кріпляться до дна.
Для людини загрози не стнаовить.

## Розповсюдження
Мешкає біля Японських островів — Хоккайду та Хонсю, схилу Тохоку.